# Murallas de Orihuela
Las murallas de la ciudad de Orihuela constituían una construcción defensiva de origen greco-cartaginesa, que se construyó aprovechando las defensas naturales con las que contaba la ciudad (el río y el monte trasero denominado de San Miguel). Las murallas circundaban la ciudad y en su interior poseía una muralla interna que circundaba y protegía el castillo. Dicha construcción se encontraba alrededor del castillo diseminada por el monte de San Miguel formano un anillo defensivo interno.

## Historia
Las murallas de la ciudad fueron durante siglos una de las defensas de la misma, además de los elementos geográficos como el río o los montes traseros.
La ciudad pese a ser fundada por los griegos, no fue plaza defensiva hasta que Amílcar Barca pasó por allí y estableció en ella un fuerte de defensa de retaguardia y aprovechando la altitud del monte de san Miguel que otorgaban una visión casi completa del Valle de río Segura. 
Las actuales murallas fueron construidas en época visigoda, reconstruidas en época almohade. Fueron reformadas varias zonas en el siglo XIV, tras la Guerra con Castilla, al haber sido donadas por el asedio que el rey de Castilla mantuvo a la ciudad durante 12 años. El rey Pedro IV el Ceremonioso ordenó que se reconstruyeran las partes dañadas y que se elevara la altura de las mismas.
Ya en el siglo XVI el rey Felipe II mandó a sus arquitectos para arreglar y reformar las mismas, con el fin de otorgar una mayor eficacia defensiva a las murallas de la primera ciudad de la Gobernación.
Las murallas poseían dos cinturones uno externo que protegía a la ciudad y otro interno que protegía al Castillo y al Alcazaba de Orihuela, llamada esta última muralla del Castillo. En el siglo XVIII el rey Felipe V de la mano del Cardenal Belluga, mandó destruir las murallas de la ciudad con el fin de dejarla en la indenfensión, como castigo a no haber apoyado su causa en favor el Archiduque Carlos de Austria (futuro Emperador Carlos VI de Austria).
En la actualidad quedan varios lienzos completos y diversas torres, así como una puerta de acceso a la ciudad, de las cinco que había.
Algunos de los elementos que permanecen son:

## Puertas de acceso

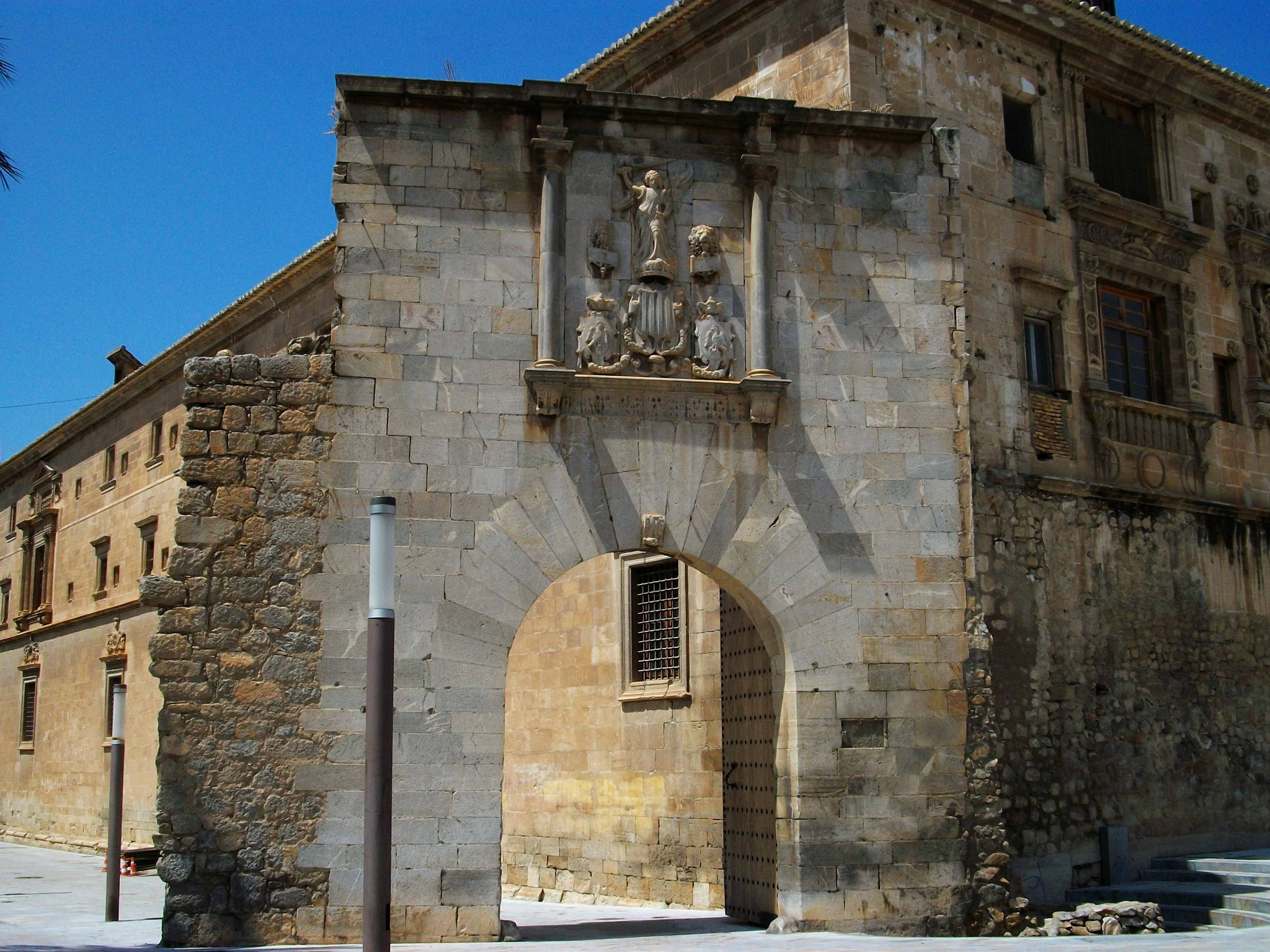
Puerta de la Olma, la única en pie en la actualidad.

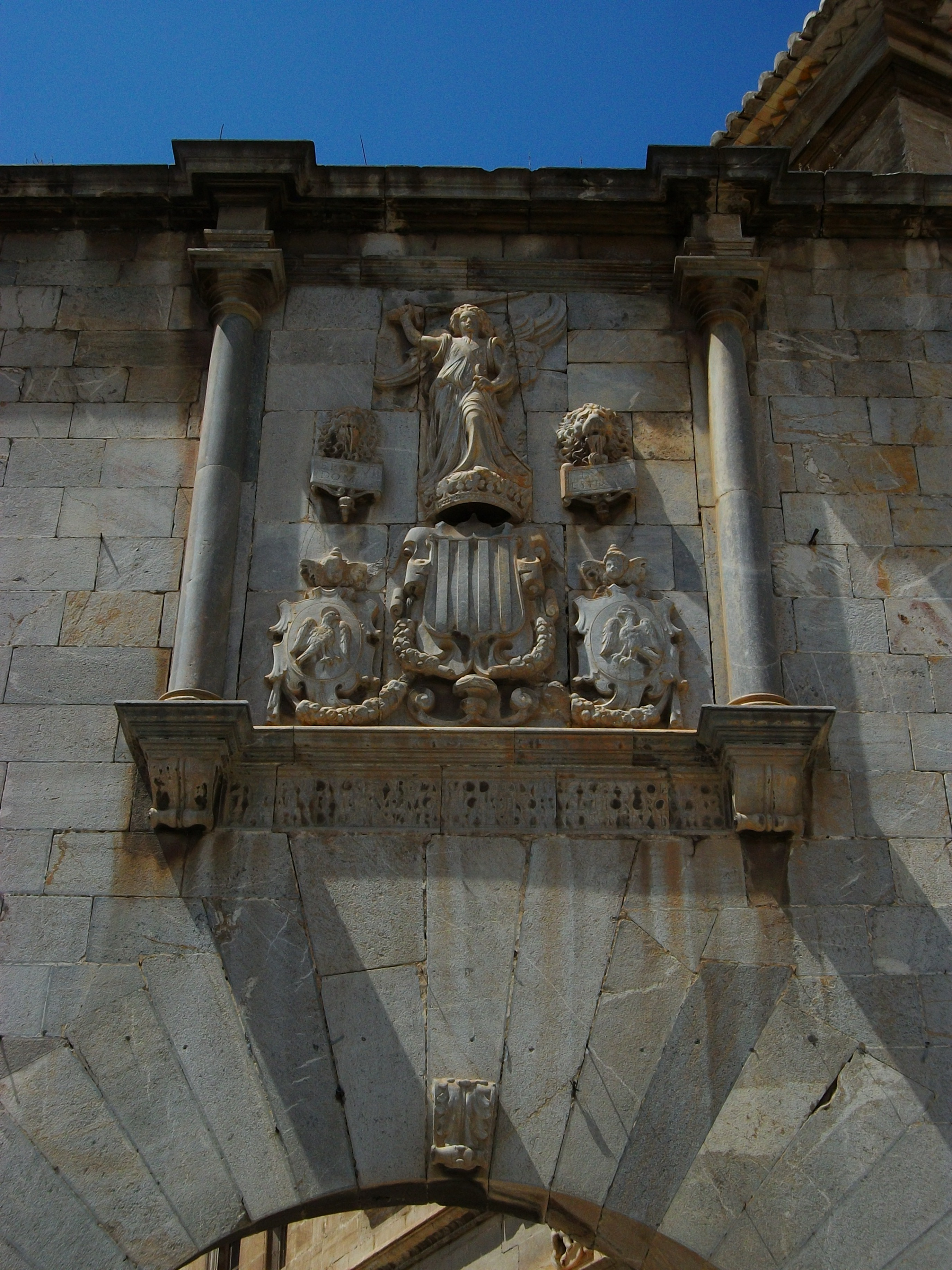
Detalle.

La ciudad poseía diez puertas de entrada a la misma, de las que se tiene documentación de su existencia. Sin embargo, no hay ninguna prueba que de que existiera la Puerta de la Traición, por donde, supuestamente, entró la armengola hacia el castillo. Entre las puertas que el viajero podía encontrar en la ciudad estaban:
- Puerta de la Traición, no existe documentación de la existencia de esta puerta. Tan sólo se habla de esta puerta en la leyenda de la armengola. Supuestamente, daba acceso al castillo por la parte del rabaloche. De ahí que se llame de la traición pues fue la puerta por la que, según la leyenda, los cristianos tomaron a traición el castillo y la ciudad a los musulmanes durante la Reconquista.

- Puerta de Murcia. Construida en la salida hacia Murcia, en la zona del actual barrio del Rabaloche. Muy cerca de la actual Iglesia de Monserrate.

- Puerta del Puente. Se encontraba en el puente de poniente o puente viejo, de ahí su nombre. Desde esta puerta se accedía al centro de la ciudad y al camino que daba a la Meseta de San Miguel (seminario) y al Castillo de Orihuela. Posiblemente, estaría la puerta flanqueada por dos torreones defensivos que protegían una de las principales puertas de la ciudad. Tanto esta puerta como la de Murcia eran de origen islámico ya que se hallaban en el recinto fortificado originario.

- Puerta de San Agustín. Daba acceso al arrabal de San Agustín, el cual, y debido a la expansión de la ciudad, se encuentra en la otra orilla del río. Se cree que esta puerta se encontraba en torno al Colegio Jesús y María. Su construcción es de origen cantero.

- Puerta del burdel o de la Mancebería. Otra de las tres puertas que daban acceso al arrabal de San Agustín. Se ubicaba al final de la calle de la mancebería. Su nombre viene a que, posiblemente, pegado a esta puerta se encontraba uno de los burdeles más populares de la ciudad de Orihuela.

- Puerta de Magastre. Desde ella también se podía acceder al arrabal de San Agustín. Muy próxima a la zona conocida como el riacho, en torno a la mitad de la calle San Pascual.

- Puerta de Elche. Comunicaba la calle mayor y la calle de los hostales, respectivamente Ramón y Cajal y Alfonso XIII. Se cree que se encontraba en la zona donde se ubica el Hotel Palacio Tudemir. Muy cerca de la torre de la pasión y posiblemente protegida por más de una torre ya que no se encontraba flanqueada por el río, el cual, servía como barrera natural.

- Puerta Nueva. Una de las puertas que se construyeron tras la ampliación de las murallas de la ciudad. Orientada a levante, daba a la calle de la feria.

- Puerta de Crevillente. La más cercana a la sierra. Desde esta puerta se podía acceder a la calle de arriba o calle de los olmos. Posiblemente ubicada en torno a los nuevos juzgados de Orihuela.

- Puerta de Callosa o de la Olma. Es una de las dos puertas que formaban la muralla que protegía el arrabal de San Juan. Desde esta puerta se podía acceder al Camino Viejo de Callosa. Además, es la única puerta de entrada a la ciudad que queda en pie tras el derrumbe de las murallas por órdenes de Felipe V tras la Guerra de Sucesión Española. Lo que hace suponer que el Colegio de Santo Domingo influyera en su conservación. Es de origen almohade, aunque el rey Felipe II mandó reformarla en el siglo XVI. En la parte alta se encuentra timbrada por el escudo de la ciudad y sobre él un alto relieve con la imagen de San Miguel, protector de la ciudad. Hoy día sigue realizándose en ella el bello ritual de la entrada de los prelados de Orihuela a lomos de una burra viniendo desde Castilla. Se halla junto al Colegio del Patriarca o de Santo Domingo. Además, esta puerta cuenta con una gran cantidad de marcas de cantero entre las que se encuentran letras, herramientas de los constructores, números, estrellas de cinco puntas, símbolos religiosos y otros signos de tipo circular que grabaron en piedra los maestros constructores. Es también un Bien de Interés Cultural.

- Puerta de Almoradí. Se encontraba al final de la calle de la corredera o pintor Agrasot, a la altura de la Puerta de Callosa. Fue derribada y levantada por segunda vez en 1602. Desde esta puerta los viajeros que partían de la ciudad tomaban el camino hacia la vecina población de Almoradí. Entre esta puerta y la anterior se encontraba la torre defensiva del Greco. Y en la parte más próxima al río, es decir, al otro lado de la Puerta de Callosa, se encontraba la Torre Esquinera, la cual, se encontraba en la esquina sudeste de la ciudad, muy cerca del río Segura.

## Muralla en la actualidad
La destrucción que de la muralla se hizo por el cardenal Belluga, ordenado así por el Rey Felipe V, dio lugar a que en la actualidad no exista una muralla uniforme, sólo existiendo torreones y lienzos de modo discontinuo.

### Lienzo de muralla de las Salesas
Situada en el sótano del Aulario de la Universidad Miguel Hernández se halla parte de la muralla formada por un lienzo en el que se integran cuatro torreones de origen Almohade, modificadas en el siglo XIV, junto a ella se pueden visitar, baños árabes, viviendas islámicas y restos de edificios góticos y barrocos, así como restos del Palacio del Rey Fernando el de Antequera, y restos arqueológicos del ajuar de las viviendas almohades que en él se hallan. El Museo de la Muralla, que lo contiene fue declarado Bien de Interés Cultural.

### Torres

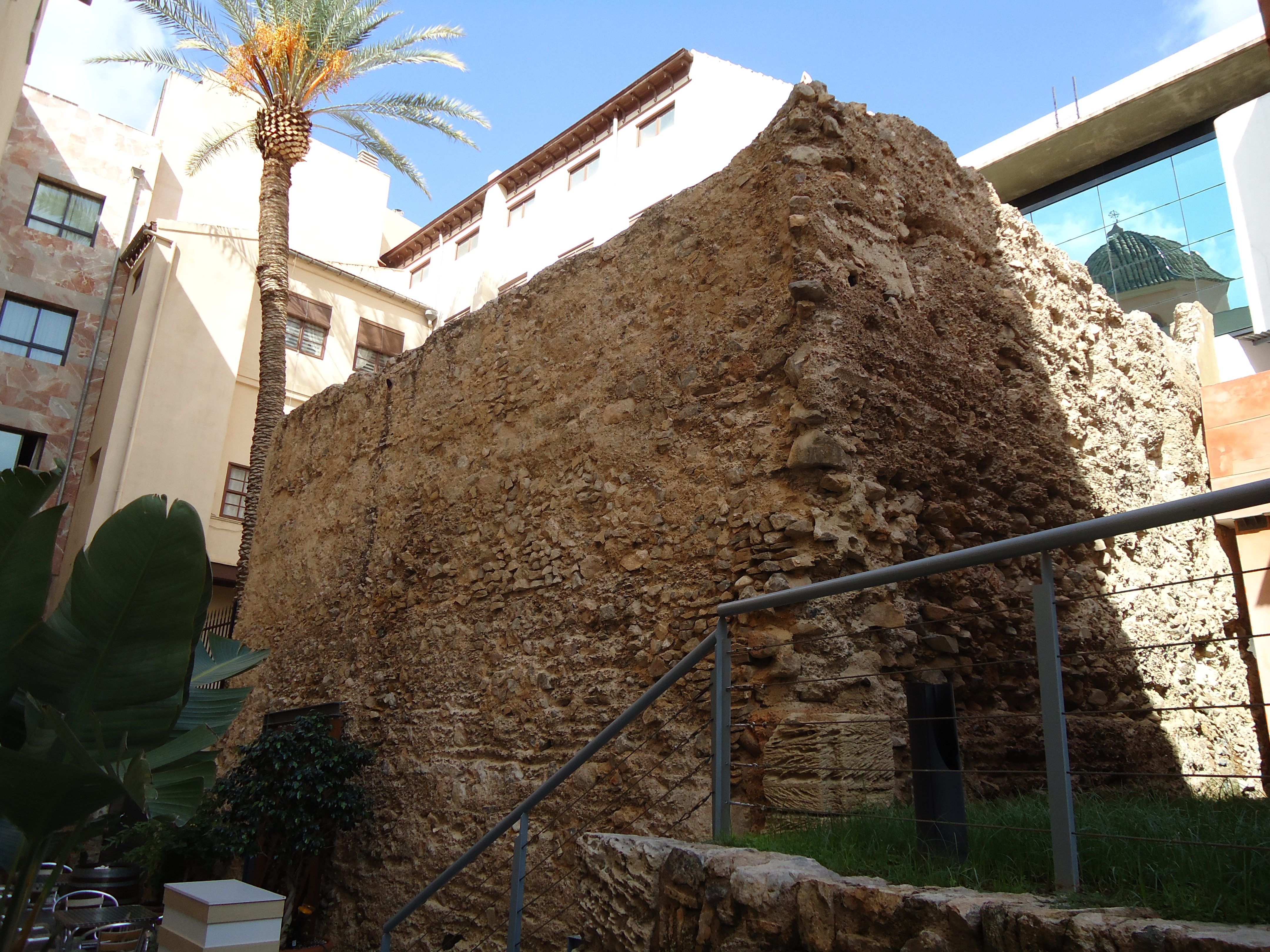
Torre del pasaje de la Pasión.

- Torres de Monserrate. Restos arqueológicos de la muralla de la ciudad. Posee dos torreones de la muralla de la ciudad, próximos a la antigua puerta de Murcia. Se halla junto al Santuario de Monserrate, en la calle torreta. Está declarada Bien de Interés Cultural.
- Torre pasaje de la pasión. Torre y Restos arqueológicos de la muralla de la ciudad situados en el patio de la casa Casinello y en la plaza de los cantores de la pasión. Es una torre de planta cuadrada reformada en el siglo XIV. Está declarada Bien de Interés Cultural.
- Torre de Embergoñes. Interesante torre de planta hexagonal, obra de tapial de mortero de cal y arena que incluye gravas y piedras calizas de distinto tamaño. Aparece citada en las fuentes escritas como Torre del Cantón o de Don Ramón. Es de cronología almohade y servía para la defensa de la ciudad con el fin de avistar instrusos que pretendían la conquista de la ciudad a través del Río Segura o la zona central de la Huerta. Está declarada Bien de Interés Cultural.
- Torres del Seminario. Se trata de dos torres de la muralla interior perteneciente al Castillo. Se encuentran situadas en la zona este del edificio del Seminario. Está declarada Bien de Interés Cultural.